# ماريا غابرييلا أميرة سافوي
ماريا غابرييلا أميرة سافوي (بالإيطالية: Maria Gabriella di Savoia)‏ (24 فبراير 1940) أميرة سافوي ومؤرخة إيطالية وهي الابنة الوسطى لملك إيطاليا السابق أومبرتو الثاني وزوجته الملكة ماري خوسيه ملكة إيطاليا.